# Franciszek Rogaczewski
Franciszek Rogaczewski (23. prosince 1892, Lipinki – 11. ledna 1940, Koncentrační tábor Stutthof) byl polský římskokatolický duchovní a mučedník. Katolická církev ho uctívá jako blahoslaveného.

## Život
Narodil se 23. prosince 1892 ve vesnici Lipinki. Od roku 1894 žil se svou rodinou ve vesnici Lubichowo.
Studoval v kněžském semináři v Pelplinu a 16. března 1918 byl vysvěcen na kněze. Po vysvěcení začal sloužit ve farnosti svatého Tomáše v Nowe Miasto Lubawskie. Zde se věnoval mládeži a založil Spolek katolické mládeže. Roku 1920 byl poslán do Gdaňsku. Byl vikářem farnosti svatého Brigity a svatého Josefa.
Dne 25. listopadu 1924 založil s dalšími kněžími Katolickou ligu. Byl členem představenstva a místopředsedou vzdělávací instituce Macierz Szkolna, kaplanem železničářů a zaměstnanců Polské pošty.
Dne 31. ledna 1930 se stal farářem farnosti Krista Krále.
Od roku 1935 vedl snahy o zřízení polských farností v Gdaňsku. Dne 7. října 1937 biskup Edward O’Rourke podepsal dekret o zřízení dvou polských farností; u Krista Krále a svatého Stanislava, kterou vedl Bronisław Komorowski. V důsledku zásahů nacistů bylo toto rozhodnutí zrušeno, biskup rezignoval na svůj úřad a opustil Gdaňsk.
Dne 1. září 1939 byl otec Franciszek zatčen a uvězněn ve Victoriaschule. Následujícího dne byl poslán v prvním transportu Poláků do koncentračního tábora Stutthof. V táboře byl týrán a mučen. Dne 11. ledna 1940 byl zastřelen. Ostatky byly pohřbeny v hromadném hrobě v lese poblíž Stutthofu. Poté byly přeneseny a pohřbeny v hromadném hrobě v Gdaňsku.

## Proces blahořečení
Jeho proces blahořečení byl zahájen 26. ledna 1992 v gdaňské arcidiecézi. Dne 26. března 1999 papež Jan Pavel II. uznal jeho mučednictví a 13. června 1999 byl blahořečen ve skupině 108 polských mučedníků.
Jeho svátek se připomíná 11. ledna a 12. června ve skupiny mučedníků